# 伯多祿·達彌盎
伯多祿·達弥盎（拉丁語：Petrus Damianus）天主教本笃会會士與枢机，曾任天主教奥斯底亚罗马城郊教区主教，但丁在《神曲》中将達弥盎视为是亚西西的方济各的前身，1828年被宣布为教会圣师。他发明了西语中“Sodomy”一词（非自然法性行为）。